# Mesosemia loruhama
Mesosemia loruhama is een vlindersoort uit de familie van de prachtvlinders (Riodinidae), onderfamilie Riodininae.
Mesosemia loruhama werd in 1869 beschreven door Hewitson.